# B-1 Lancer
B-1 Lancer (укр. «Ла́нсер») — американський надзвуковий стратегічний бомбардувальник зі змінною стрілоподібністю крила виробництва компанії Rockwell International (нині — частина Boeing). Був розроблений у 1960-х рр. для заміни дозвукових Boeing B-52 Stratofortress, але останні використовуються у ПС Сполучених Штатів і сьогодні.
Перша його версія B-1A була розроблена на початку 1970-х років, але серійно не випускалася. Було побудовано всього чотири B-1A.
Модифікація B-1B, яка стала серійною версією цього літака, використовується у ПС США дотепер.
Після розформування Командування стратегічної авіації і його переданням до Бойового командування Повітряних сил США у 1992 році, ядерні можливості B-1B були призупинені, і його переобладнали для виконання звичайних бомбардувань. Вперше він взяв участь у бойових діях під час операції «Лис пустелі» в 1998 році, а потім під час дій НАТО в Косово наступного року. B-1B підтримував військові сили США і НАТО в Афганістані та Іраку. Станом на 2025 рік ПС США мають 43 B-1B. Літак Northrop Grumman B-21 Raider має почати замінювати B-1B після 2025 року; планується, що всі B-1 будуть виведені з експлуатації до 2036 року.

## Розробка

### Передісторія
У 1955 році ПС США висунули вимоги до нового бомбардувальника, який би поєднував вантажопідйомність і дальність польоту Boeing B-52 Stratofortress із максимальною швидкістю 2 Махи літака Convair B-58 Hustler. У грудні 1957 року ПС США обрали для цієї ролі проєкт B-70 Valkyrie від компанії North American Aviation — шестидвигунний бомбардувальник, із максимальною швидкістю 3 Махи на великій висоті (21 000 метрів). Перехоплювачі Радянського Союзу, єдина ефективна зброя проти бомбардувальників у 1950-х роках, вже не могли перехоплювати літаки Lockheed U-2, що літали на великій висоті; Valkyrie мала літати на подібній висоті, але з набагато вищою швидкістю, і очікувалося, що літак зможе просто пролетіти повз винищувачі.

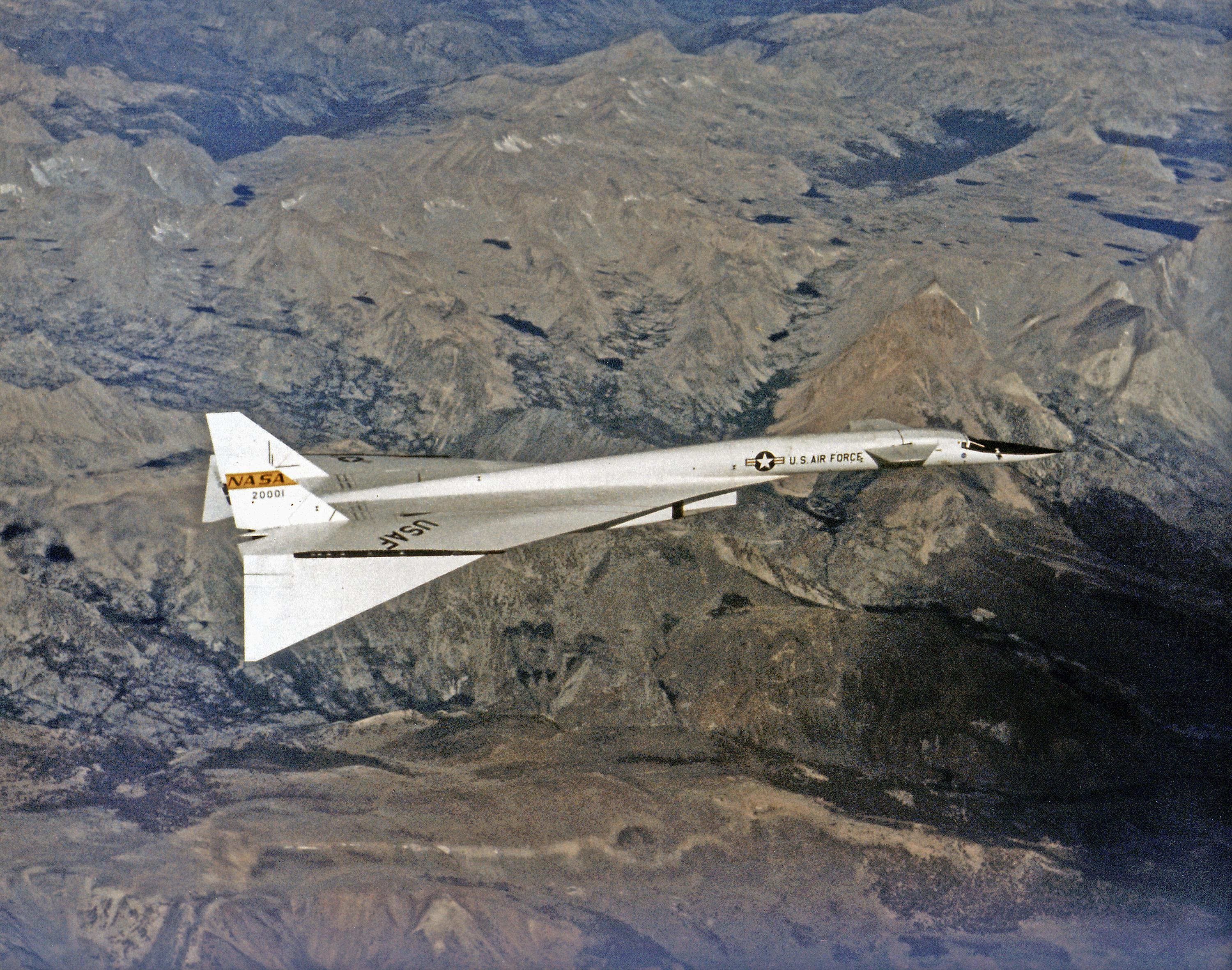
У 1957 році для заміни літака B-58 Hustler був обраний XB-70 Valkyrie, але програму скасували через зміну військової доктрини — з переходом від польотів на великих висотах до польотів на малих.

Однак до кінця 1950-х років зенітні керовані ракети класу «земля — повітря» (ЗКР) почали становити загрозу для літаків, що летіли на великих висотах, як це було продемонстровано у 1960 році, коли був збитий літак U-2 Гаррі Пауерса. Стратегічне авіаційне командування ПС США (SAC) було обізнане з цими змінами та ще до інциденту з U-2 почало переводити свої бомбардувальники на тактику проникнення на малих висотах. Така тактика значно знижує дальність виявлення радарами завдяки використанню рельєфу місцевості — таких елементів, як пагорби й долини, які переривають пряму видимість між радаром і бомбардувальником, унеможливлюючи його виявлення як радарами, так і спостерігачами. Крім того, радари того часу зазнавали впливу «перешкод» від сигналів, що відбивалися від землі й інших об'єктів, через що існував мінімальний кут над горизонтом, нижче якого вони не могли виявляти цілі. Бомбардувальники, що летіли на малих висотах, могли залишатися нижче цього кута, просто тримаючись на відстані від радарних позицій. Сукупність цих чинників робила ЗКР того часу неефективними проти літаків, що летіли на малих висотах. Ті самі фактори також ускладнювали виявлення таких літаків винищувачами-перехоплювачами, що діяли на великих висотах, адже їхні радари не могли легко розпізнавати цілі на фоні «шуму» від наземних відбиттів (через відсутність можливості виявлення та ураження цілей, що знаходяться нижче рівня польоту винищувача).
Перехід від висотних до низьковисотних профілів польоту серйозно вплинув на B-70, конструкція якого була оптимізована для польотів на великих висотах. Через вищий аеродинамічний опір на малих висотах B-70 міг летіти лише на дозвуковій швидкості, що суттєво скорочувало його дальність польоту. У результаті це був би літак з дещо вищою дозвуковою швидкістю, ніж у B-52, але з меншою дальністю. Через це, а також у зв'язку зі зростаючим значенням міжконтинентальних балістичних ракет (МБР), програму створення бомбардувальника B-70 було скасовано у 1961 році президентом Джоном Ф. Кеннеді, а два прототипи XB-70 були використані у програмі надзвукових досліджень.
Хоча B-52 ніколи не призначався для виконання місій на низьких висотах, його гнучкість дозволила йому перевершити передбаченого наступника, оскільки характер повітряної війни змінився. Величезний запас пального дозволяв B-52 довше діяти на малих висотах, а великі розміри фюзеляжу дали змогу встановити вдосконалені системи радіоелектронної боротьби та обману для протидії радарам. Під час В'єтнамської війни концепцію, згідно з якою всі майбутні війни мали бути ядерними, було спростовано, а модифікація «велике черево» («Big belly») збільшила загальне бомбове навантаження B-52 до 27 000 кг, перетворивши його на потужний тактичний літак, здатний уражати як стратегічні цілі з великих висот, так і наземні війська. Набагато менше бомбове відділення B-70 зробило б його значно менш корисним у цій ролі.

### B-1A
Міжнародна ситуація на наприкінці 1960-х рр. все ще залишалася досить хиткою, оскільки повним ходом йшла холодна війна. Зважаючи на закриття програми North American XB-70 Valkyrie, в США був потрібний новий стратегічний надзвуковий бомбардувальник, який міг би нести крилаті ракети з ядерною боєголовкою. Крім того вже тоді поставала необхідність заміни парку B-52 Stratofortress, які з розвитком систем ППО ймовірного супротивника здавалися неефективними.
Зважаючи на це, 3 листопада 1969 року ПС США оголосили конкурс на новий бомбардувальник, розробляти який взялися дві провідні авіабудівні компанії Америки — North American Rockwell, яка зайнялася розробкою планера, та General Electric, на яку було покладено розробку двигунів. Проект майбутнього бомбардувальника отримав назву В-1A.
Проект знаходився під контролем президента США Річарда Ніксона, оскільки останній хотів мати широкий діапазон засобів для можливого удару у відповідь під час ядерної війни з СРСР. В цьому плані Ніксон керувався концепцією гнучкого реагування, яка була запропонована адміністрацією Джона Кеннеді у 1961 році.
Контракт на виробництво та випробування п'яти В-1A, а також 40 двигунів F101 було укладено 5 червня 1970 року, а 1971 року цю кількість скоротили до одного наземного та трьох літальних зразків.
23 грудня 1974 року з аеродрому у місті Палмдейл, що у штаті Каліфорнія у повітря піднявся перший прототип нового бомбардувальника B-1A (Air Force serial no. 74–0158), на який було встановлено двигуни YF-101. Після проходження серії повітряних випробувань літак було відправлено до резерву.

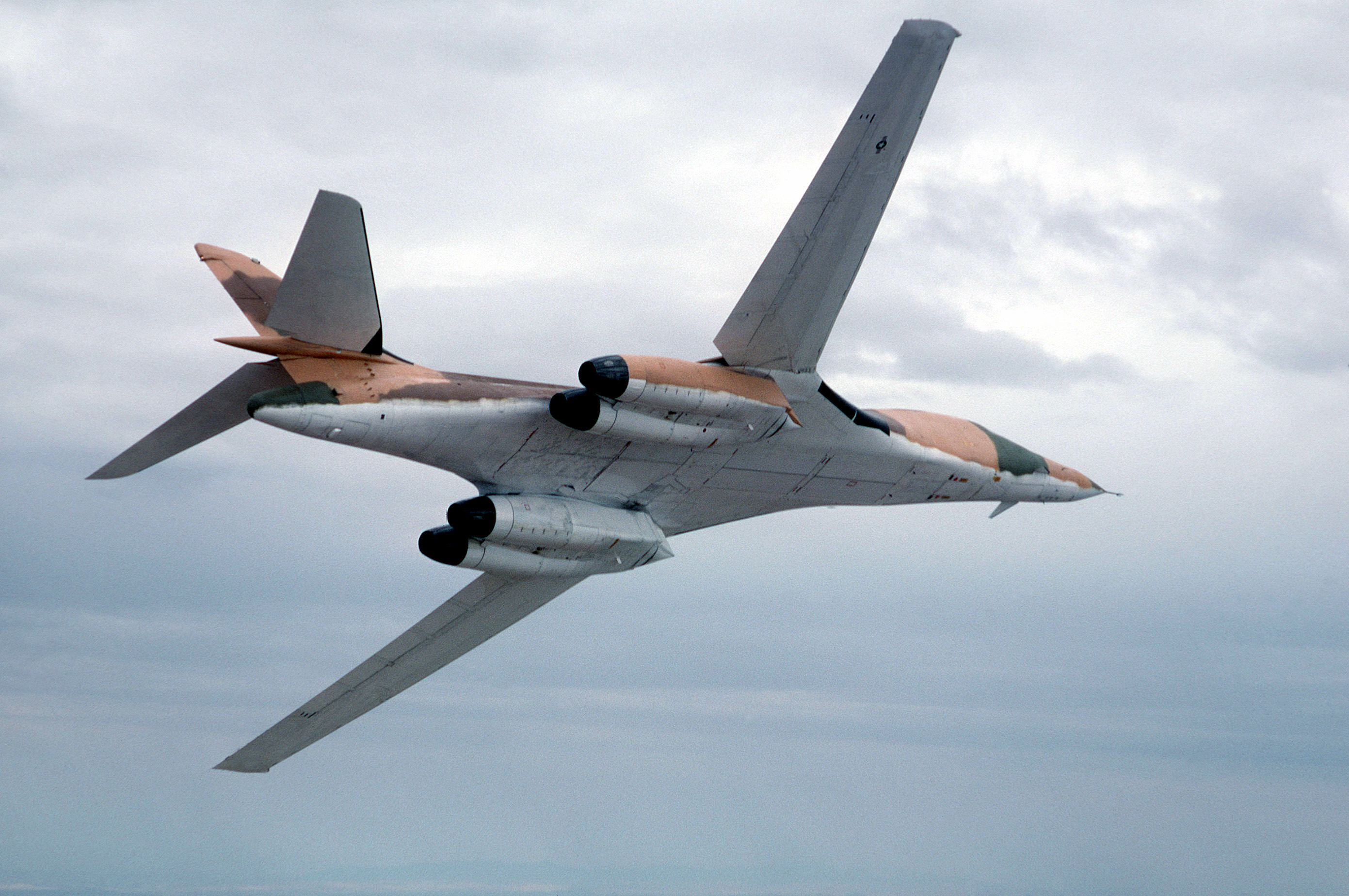
Четвертий прототип В-1A у 1981 році

Доля наступного представника серії В-1A була подібною — після першого польоту 14 червня 1976 року та серії випробувань його використання було припинено. Під час планових випробувань 5 жовтня 1978 року на ньому було досягнуто швидкості 2,2 М.
Було збудовано ще два дослідних В-1A, випробування яких загалом завершилися успішно. Але після приходу до влади у 1977 році новообраний президент США Джиммі Картер відмовився від серійного виробництва цих бомбардувальників, надавши перевагу використанню крилатих ракет в зв'язку з появою в СРСР нового винищувача МіГ-31, який міг перехоплювати надзвукові бомбардувальники. Представники Пентагону також заявили, що крилата ракета повітряного базування AGM-86 (ALCM), яку можна запускати з наявного парку B-52, надасть ПС США рівноцінну здатність проривати радянську ППО.
З дальністю польоту 2400 км, ALCM можна запускати далеко за межами досяжності радянських засобів повітряної оборони, і вона могла проникати вглиб території на малій висоті, як бомбардувальник (але з набагато меншою ефективною площею розсіювання радіохвиль (ЕПР) через менші розміри), причому у значно більшій кількості та за нижчою вартістю. Невелика кількість B-52 могла запускати сотні таких ракет, перевантажуючи систему ППО. Програма з модернізації B-52 і розробки та розгортання ALCM обійшлася б щонайменше на 20 % дешевше, ніж заплановане будівництво 244 літаків B-1A.
30 червня 1977 року президент Картер оголосив про скасування програми B-1A на користь міжконтинентальних балістичних ракет (МБР), балістичних ракет, що запускаються з підводних човнів (БРПЧ), а також модернізованого флоту бомбардувальників B-52, озброєних крилатими ракетами ALCM. Картер назвав це «одним з найважчих рішень, які я ухвалив із моменту вступу на посаду». Жодної згадки про роботи над технологією «стелс» не було оприлюднено, оскільки програма залишалася цілком таємною. Але сьогодні відомо, що на початку 1978 року Картер дав дозвіл на проєкт «бомбардувальника з передовими технологіями» (ATB; Advanced Technology Bomber), який згодом призвів до створення B-2 Spirit.
У США реакція на скасування була розділена за партійною ознакою. Міністерство оборони було здивоване оголошенням, оскільки очікувало, що замість повного скасування кількість замовлених B-1 буде просто зменшена до приблизно 150 одиниць. Конгресмен Роберт Дорнан (республіканець, Каліфорнія) заявив: «У Москві вже відкорковують горілку і подають ікру». Водночас, схоже, що радянська сторона була більше стурбована великою кількістю ALCM, які становили значно серйознішу загрозу, ніж менша кількість B-1. Радянське інформагентство ТАСС прокоментувало, що «реалізація цих мілітаристських планів серйозно ускладнила зусилля зі стримування стратегічної гонки озброєнь».
Західні військові лідери загалом позитивно сприйняли це рішення. Головнокомандувач НАТО Александр Гейґ назвав ALCM «привабливою альтернативою» B-1. Французький генерал Жорж Бюїс зазначив: «B-1 — це грізна зброя, але не надто корисна. За ціну одного бомбардувальника можна отримати 200 крилатих ракет».
Після того майже на чотири роки програма бомбардувальника В-1 була заморожена, але з обранням у 1981 році президентом республіканця Рональда Рейгана ситуація змінилася. Випробування В-1 були поновлені, але В-1A вже не задовольняв вимоги військового відомства США і на його основі почалася розробка нової версії стратегічного бомбардувальника, який отримав назву B-1B. Літак повинен був не лише нести ядерну зброю, а також бути підтримкою сил швидкого розгортання в віддалених районах.

### B-1B

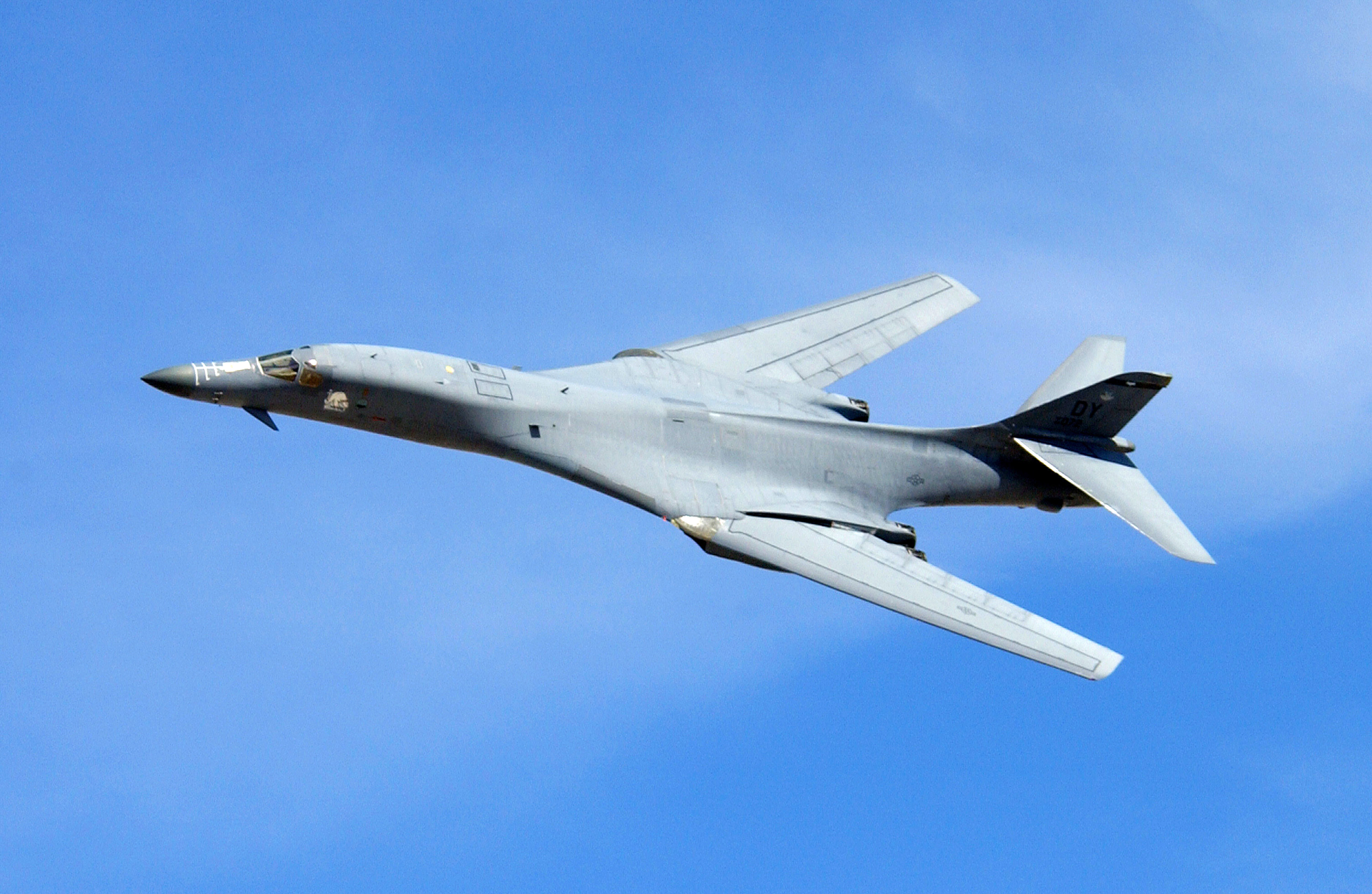
В-1B сьомого бомбардирувального авіаційного крила в 2004 році

2 жовтня 1981 року президент Рейган заявив про намір замовити 100 нових бомбардувальників B-1B та зробити його в майбутньому основним стратегічним надзвуковим бомбардувальником ПС США. В січні 1982 року ПС США уклали з Роквеллом два контракти на загальну суму 2,2 мільярда доларів на розробку та виробництво 100 нових бомбардувальників В-1. У конструкцію було внесено численні зміни, щоб зробити її краще придатною для очікуваних місій, у результаті чого з'явився «B-1B».
Порівняно зі своїм попередником B-1B мав посилену конструкцію корпусу та шасі, що дозволило йому здійснювати зліт та посадку з більшим корисним навантаженням (з 179 до 216 т.). Регульовані повітрозабірники, які встановлювалися на В-1A, було змінено на простіші нерегульовані, що призвело до зменшення максимальної швидкості з 2,22 М до 1,25 М. Проте зменшилась радіолокаційна помітність літака, а на малих висотах швидкість навіть зросла (з 0,85 М до 0,96 М). Також зазнала змін конструкція гондол двигунів, і посилено комплекси радіоелектронної боротьби.
Прототипами B-1B стали переобладнані другий і четвертий B-1A, їхні випробування пройшли в березні 1983. Перший політ серійного B-1B Лансер відбувся 18 жовтня 1984 року, а офіційне прийняття на озброєння у повітряних силах США — 1 жовтня 1986 року. Всі сто літаків були виготовлені до травня 1988 року.
У 1996 році компанія Rockwell International продала більшу частину своїх космічних і оборонних підрозділів компанії Boeing, яка продовжує бути основним підрядником для B-1 станом на 2024 рік.

## Конструкційні особливості

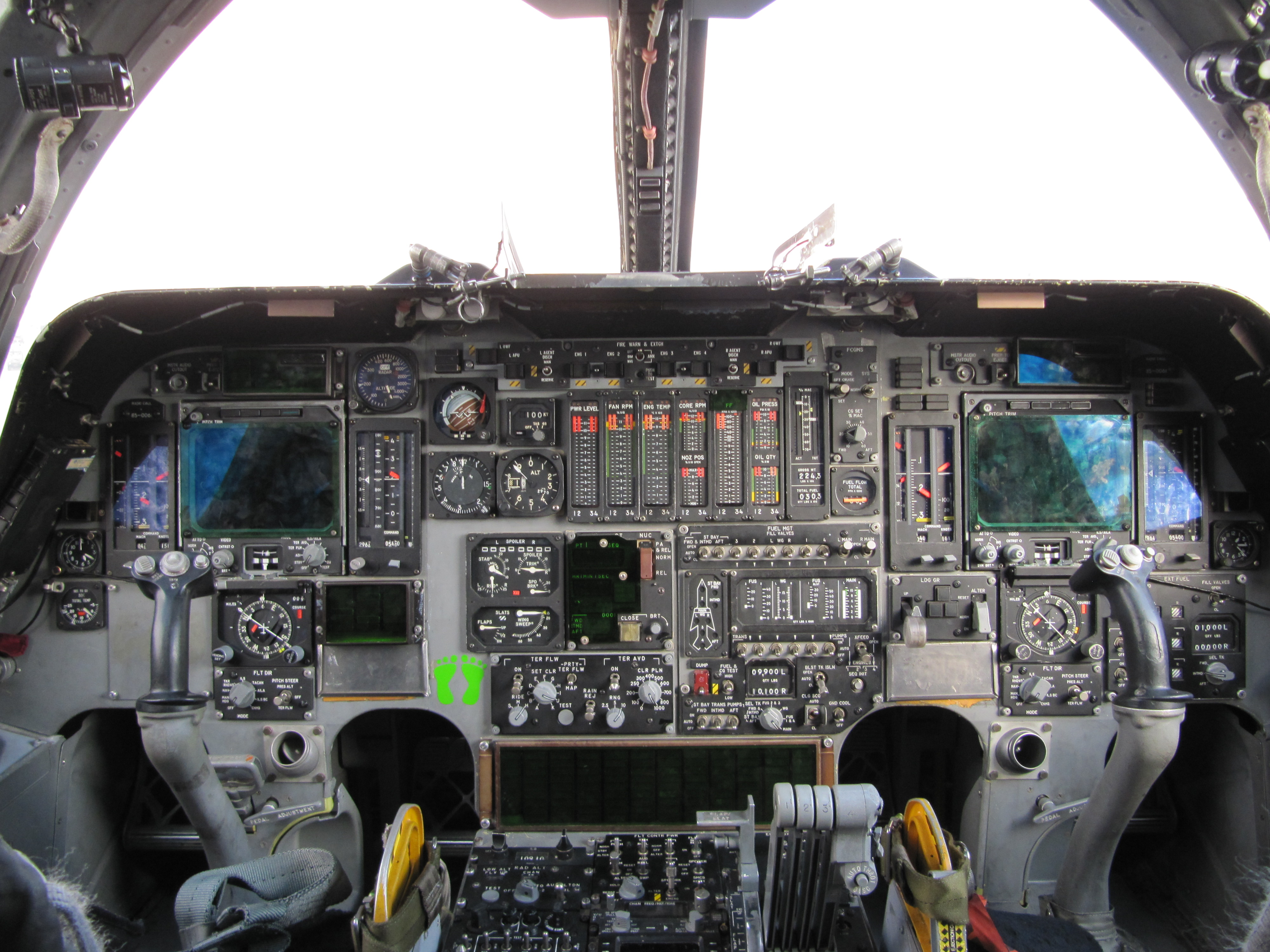
Кабіна пілота В-1B

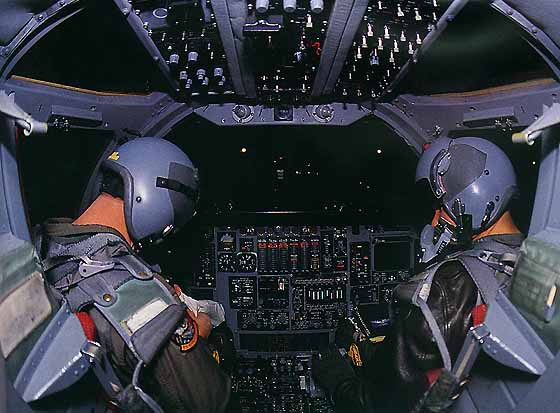
Кабіна пілота В-1B вночі

B-1 має конструкцію з інтегрованим крилом і фюзеляжем (BWB; англ. Blended wing body), з крилами змінної стрілоподібності, чотирма турбовентиляторними двигунами, трикутними стабілізуючими поверхнями для керування польотом і хрестоподібним оперенням. Крила можуть змінювати кут стрілоподібності від 15 до 67,5 градуса (від повністю розгорнутого до повністю складеного положення). Положення з розгорнутими вперед крилами використовується під час злетів, посадок і економічного польоту на великих висотах. Складене назад положення використовується під час польотів на високій дозвуковій і надзвуковій швидкостях. Крила змінної стрілоподібності та висока тягооснащеність B-1 забезпечують йому покращені злітні характеристики, що дозволяє використовувати коротші злітно-посадкові смуги порівняно з попередніми бомбардувальниками.
Довжина літака створювала проблему вигину конструкції через турбулентність на малих висотах. Щоб зменшити цей ефект, компанія Rockwell додала невеликі трикутні кермові поверхні або аеродинамічні пластини поблизу носової частини B-1. Система керування коливаннями конструкції (англ. Structural Mode Control System) B-1 керує цими пластинами і нижнім кермом напряму, щоб компенсувати вплив турбулентності й зробити політ більш плавним.
Силова установка складається з чотирьох двоконтурних турбовентиляторних двигунів з форсажною камерою F101-GE-102 фірми General Electric, що мають максимальну тягу на форсованому режимі 13,9 кН. Двигуни розташовані в нижній частині фюзеляжу і оснащені нерегульованими повітрозабірниками. Літак здатен продовжувати політ при двох непрацюючих двигунах, а без бомбового навантаження і з мінімумом палива — навіть на одному працюючому.
З метою зниження ефективної площі розсіювання (ЕПР) в конструкції літака застосовані композитні матеріали. З них виконані передні горизонтальні поверхні, передні краї крила і стабілізатора, стулки бомбовідсіків, краї повітрозабірників, S-подібні канали яких оснащені профільованими перегородками, що виключають пряму видимість компресора двигунів. Площина антени РЛС, розміщеної в носовій частині фюзеляжу, нахилена вниз під кутом 35°.
Головний комп'ютер B-1 — це IBM AP-101, який також використовувався на космічному шатлі та бомбардувальнику B-52. Комп'ютер програмується мовою програмування JOVIAL.
Основу бортового радіоелектронного обладнання бомбардувальника складає багатофункціональна РЛС з синтезуванням апертури AN/APQ-164, яка забезпечує всепогодне виявлення і розпізнавання стаціонарних і рухомих наземних об'єктів, а також робить можливим політ літака на малих висотах та огинання ним рельєфу місцевості. До складу системи захисту літака входять: станція попередження про опромінення і постановки активних перепон AN/ALQ-161, система управління AN/ALQ-184, автомати скидання дипольних відбивачів і ІЧ пасток, а також буксирування повітряних перешкод AN/ALE-49 (розміщені у двох контейнерах, по чотири в кожному). Польотні дані і інформація, отримана від прицільно-навігаційного обладнання та системи оборони, відображаються на кольорових багатофункціональних індикаторах, установлених у кабіні екіпажу. Системи і обчислювальні засоби бортового РЕО об'єднані між собою за допомогою чотирьох мультиплексних шин розподілу даних з елементами волоконної оптики стандарту 1553В. Модернізація B-1B Block D додала приймач системи глобального позиціонування (GPS), починаючи з 1995 року.
З 2008 року B-1B обладнуються прицільними контейнерами AN/AAQ-33 «Sniper». В січні 2014 почалась програма модернізації IBS, яка повинна завершитись в 2019 році. Літаки отримають повністю цифрову апаратуру передачі даних і деякі інші вдосконалення.

### Озброєння

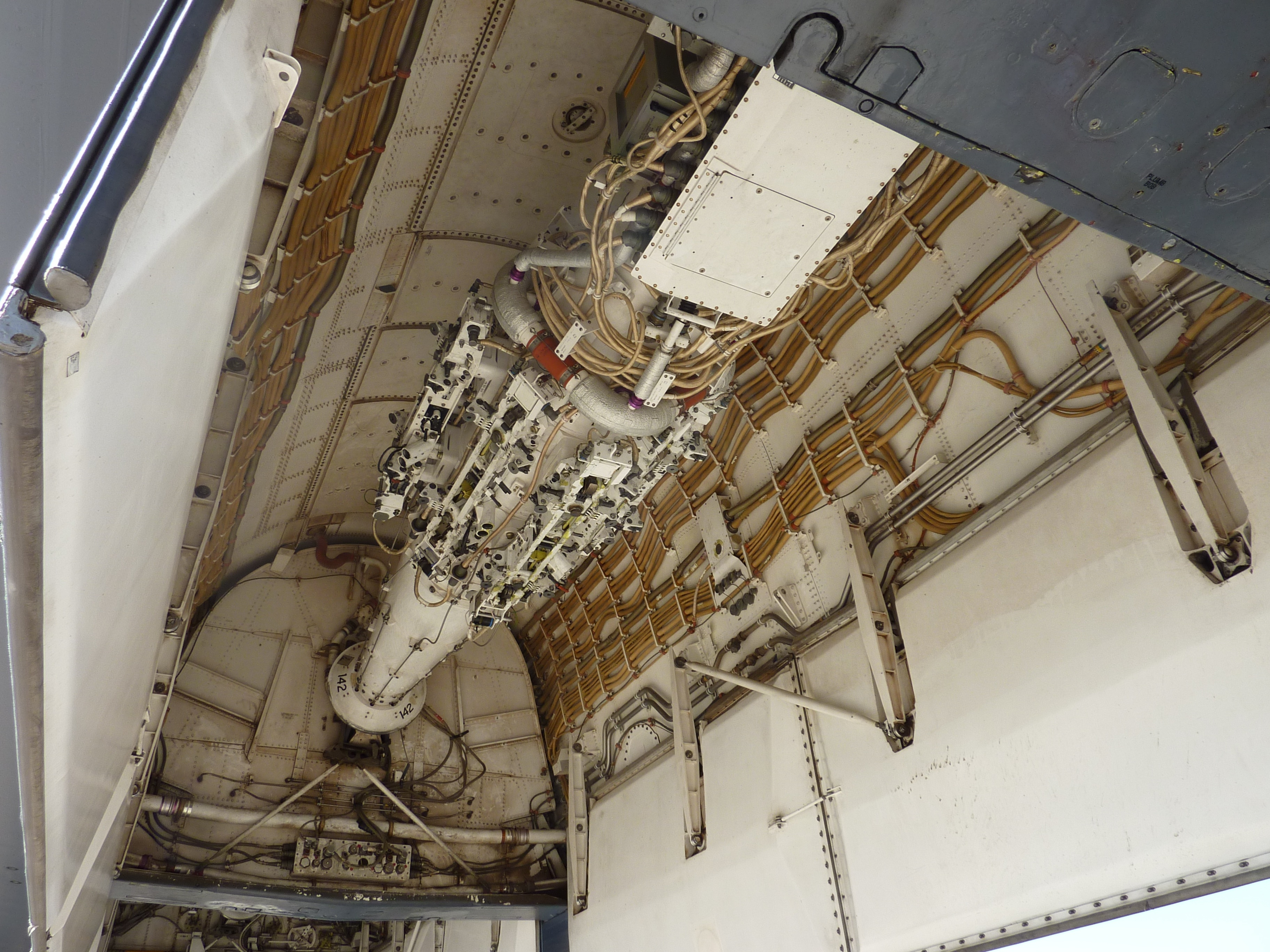
Передній бомбовідсік B-1B. Добре видно барабанний запускач бомб.

B-1B може нести до 34 т озброєння в трьох бомбовідсіках. Літак також міг нести додатково 27,6 т на шести зовнішніх підвісках, але ці вузли демонтовані через міжнародні домовленості про обмеження стратегічних озброєнь. В кожному бомбовідсіку могли знаходитись вісім одиниць ядерної зброї в барабані револьверного типу. Довгий час єдиними авіабомбами, що міг нести B-1B, були вільнопадаючі термоядерні авіабомби B61 і B83. В 1991 році літаки пристосували до використання авіабомб Mark 82 (84 одиниці).
В рамках угоди про скорочення стратегічних наступальних озброєнь СНО-1 в 1995 році з усіх B-1B демонтували підвіску ядерних бомб. Але додали можливість використовувати керовані авіаційні бомби JDAM (до 48 одиниць) і WCDM (30 одиниць), трохи пізніше — тактичні крилаті ракети AGM-158 JASSM чи AGM-154 JSW (до 24 одиниць) і керовані бомби GBU-39 (до 144 одиниць).
Згідно з положеннями договору СНО-III (Новий Договір про скорочення стратегічних озброєнь, New START) з РФ, були проведені додаткові перетворення. До них входили: модифікація точок підвісу озброєння на літаку, щоб унеможливити встановлення пілонів для ядерної зброї; демонтаж кабельних мереж у бомбовідсіках, призначених для активації ядерних боєприпасів; і знищення самих пілонів для ядерної зброї. Процес переобладнання завершився у 2011 році, і щороку російські інспектори оглядали літак для підтвердження відповідності умовам договору.
При завантаженні ядерними бомбами була передбачена можливість встановлювати боєприпаси на спеціальні пускові пристрої приховано (від розвідувальних супутників, спостерігачів, тощо), в ангарі, і вже готову збірку відкрито завантажувати у бомбардувальник. Після унеможливлення застосування ядерних боєприпасів цією можливістю тривалий час не користувались, аж поки в січні 2023 року не були поширені фотографії такого завантаження боєприпасів GBU-31 JDAM.

## Варіанти
B-1A
B-1A був початковим варіантом B-1 із змінними повітрозабірниками двигунів і максимальною швидкістю польоту 2,2 Махи. Було побудовано чотири прототипи; серійних зразків не виробляли.
B-1B
B-1B — це модернізована версія B-1 зі зниженою радіолокаційною помітністю та максимальною швидкістю 1,25 Махи, яка пішла у серію. Він оптимізований для прориву ворожої оборони на малих висотах. Загалом було виготовлено 100 літаків B-1B.
B-1R
B-1R — це запропонована у 2004 році модернізація існуючих літаків B-1B. Літак B-1R (R — від «регіональний») мав бути оснащений новими передовими радарами, ракетами «повітря — повітря» та новими двигунами Pratt & Whitney F119 (як у Lockheed Martin F-22 Raptor). Цей варіант міг би досягати максимальної швидкості 2,2 Махи, але з дальністю польоту, зменшеною на 20 %. Існуючі зовнішні підвіски мали бути модифіковані для розміщення більшої кількості звичайного озброєння, збільшуючи загальне бойове навантаження. Для оборони у повітрі планувалося додати радар з активною фазованою антенною решіткою (АФАР) та переобладнати деякі вузли підвіски для розміщення ракет «повітря — повітря».

## Модернізації

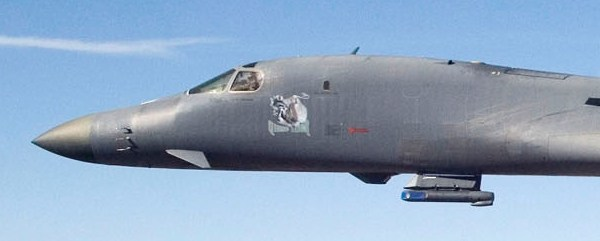
Ніс B-1 з підвішеним контейнером Sniper XR під ним і трикутними стабілізуючими аеродинамічними поверхнями.

B-1 був модернізований з початку виробництва, починаючи з програми «Програма модернізації для виконання звичайних місій» (CMUP — Conventional Mission Upgrade Program), яка додала новий інтерфейс для розумної зброї MIL-STD-1760, щоб дозволити використання високоточних звичайних озброєнь. CMUP був реалізований через серію модернізацій:
- Блок A був стандартним B-1B з можливістю доставки некерованих гравітаційних бомб.
- Блок B приніс покращений синтезований апертурний радар та модернізацію системи захисту nf протидій, і був впроваджений у 1995 році[46].
- Блок C надав «покращену можливість» для доставки до 30 касетних бомб за один виліт завдяки модифікаціям 50 бомбових стелажів[47].
- Блок D додав «майже високоточну можливість» через покращені системи озброєння та прицілювання, а також додав сучасні засоби захищеного зв'язку[47]. Перша частина модернізації електронних засобів протидії включала Joint Direct Attack Munition (JDAM), систему буксированих пасток ALE-50 та радіо із захистом від перешкод[48][49][50].
- Блок E модернізував авіаційні комп'ютери та впровадив Wind Corrected Munitions Dispenser (WCMD), AGM-154 Joint Standoff Weapon і AGM-158 JASSM, що суттєво покращило можливості бомбардувальника. Модернізації були завершені у вересні 2006 року[51].
- Блок F був програмою модернізації захисних систем (DSUP), яка мала на меті покращити електронні засоби протидії та можливості глушіння літаків, але вона була скасована в грудні 2002 року через перевищення бюджету та затримки[52].

У 2007 році на флоті B-1 було інтегровано прицільний контейнер Sniper XR. Контейнер встановлено на зовнішній точці підвіски на носі літака біля переднього бомбового відсіку. Після прискореного тестування контейнер Sniper був введений в експлуатацію влітку 2008 року. Майбутні високоточні боєприпаси включають GBU-39.
ПС США розпочали модернізацію інтегрованої бойової станції (IBS — Integrated Battle Station) у 2012 році як комбінацію трьох окремих оновлень, коли вони зрозуміли переваги їх одночасного виконання; це повністю інтегрований канал передачі даних (FIDL — Fully Integrated Data Link), вертикальний дисплей ситуаційної обстановки (VSDU — Vertical Situational Display Unit) та центральна інтегрована система тестування (CITS — Central Integrated Test System). FIDL дозволяє обмінюватися електронними даними, усуваючи необхідність ручного введення інформації між системами. VSDU замінює існуючі льотні прилади багатофункціональними кольоровими дисплеями; другий дисплей допомагає уникати загроз і здійснювати прицілювання, а також виступає резервним. CITS передбачає встановлення нової діагностичної системи, яка дозволяє екіпажу контролювати понад 9 000 параметрів літака. Інші вдосконалення включають заміну двох інерційних навігаційних систем зі спіновими гіроскопами на кільцеві лазерні гіроскопи з GPS-антеною, заміну радара APQ-164 на радар Scalable Agile Beam Radar — Global Strike (SABR-GS) з активною фазованою антенною решіткою та новий покажчик положення в просторі. Модернізацію IBS було завершено у 2020 році.
У серпні 2019 року ПС представили модифікацію B-1B, щоб дозволити йому нести більше озброєння як всередині, так і зовні. Використовуючи рухому передню перегородку, простір у середньому відсіку було збільшено з 457 до 683 см. Розширення внутрішнього відсіку для використання універсальної стратегічної роторної пускової установки (CSRL — Common Strategic Rotary Launcher), а також використання шести з восьми зовнішніх точок підвіски, які раніше не використовувалися для відповідності договору СНО-III, збільшить бойове навантаження B-1B з 24 до 40 одиниць озброєння. Ця конфігурація також дозволяє йому нести важчі озброєння масою до 2300 кг, наприклад гіперзвукові ракети; планується інтеграція AGM-183 ARRW на цей бомбардувальник. У майбутньому B-1B може використовувати HAWC, що, за рахунок комбінованого використання внутрішніх і зовнішніх точок підвіски, потенційно дозволить нести до 31 гіперзвукової зброї.

## Експлуатація
Всього за період серійного виробництва з 1984 по 1988 рр. було збудовано 100 бомбардувальників B-1B Lancer. З початку 1990-х років почалося переобладнання цих літаків з ядерного на звичайне озброєння. На сучасному етапі в модифікації B-1B реалізована концепція низьколетючого літака прориву ППО з можливістю огинання рельєфу місцевості.
У рамках реорганізації ПС США, оголошеної у квітні 2015 року, всі літаки B-1 були передані з бойового командування ПС США до Командування глобальних ударів у жовтні 2015 року.
У лютому 2021 року ПС США оголосили, що виведуть з експлуатації 17 B-1, залишивши в строю 45 літаків. Чотири з них будуть зберігатися в такому стані, щоб їх можна було повернути на службу, якщо це буде потрібно.
Ескадрильї, що використовували і використовують B-1В:
- 7 Бомбардувальне авіаційне крило (Дайс, Техас):
  - 9 ескадрилья (1993 — до тепер)
  - 28 навчально-бойова ескадрилья (1994 — до тепер)
  - 13 ескадрилья (2000—2005)
  - 337 ескадрилья (1993—1994)
- 28 Бомбардувальне авіаційне крило (Еллсворт, Південна Дакота):
  - 34 ескадрилья (1994—1997, 2002 — до тепер)
  - 37 ескадрилья (1986 — до тепер)
  - 77 ескадрилья (1985—1995, 1997—2002)
- 53 Тестова і оцінювальна група:
  - 337 ескадрилья (Дайс, Техас) (2004 — до тепер)
- 57 авіаційне крило:
  - 77 ескадрилья (Дайс, Техас) (2003 — до тепер)
- 99 Бомбардувальне авіаційне крило (Дайс, Техас):
  - 337 ескадрилья (1985—1993)
  - 338 навчальна ескадрилья (1986—1993)
  - 4018 навчальна ескадрилья (1985—1986)
- 319 Бомбардувальне авіаційне крило (Гранд Форкс, Північна Дакота):
  - 46 ескадрилья (1987—1994)
- 366 авіаційне крило (Маунтін-Гоум, Айдахо):
  - 34 ескадрилья (1997—2002)
- 384 Бомбардувальне авіаційне крило (МакКонелл, Канзас):
  - 28 ескадрилья (1987—1994)

### Бойове застосування
Бойове хрещення B-1B відбулося під час операції «Лис пустелі» у грудні 1998 року, коли сили союзників (США та Великої Британії) здійснили бомбові та ракетні удари по Іраку, метою яких було позбавити останнього можливості створення зброї масового ураження. Тоді B-1B прорвав іракську ППО та знищив бази Республіканської гвардії Іраку.
У 1999 році 6 бомбардувальників B-1B, які базувалися на аеродромі Королівських ПС Великої Британії Феїрфорд, взяли участь у операції НАТО в Косово. Тоді ці шість літаків разом скинули кількість бомб, яка еквівалентна 20-ом відсоткам всіх боєприпасів, що використовувалися під час цього конфлікту.
За перші 6 місяців операції «Нескорена свобода» у 2001—2002 рр. B-1B скинули 40 % всіх боєприпасів (за вагою) та 70 % керованих боєприпасів JDAM.

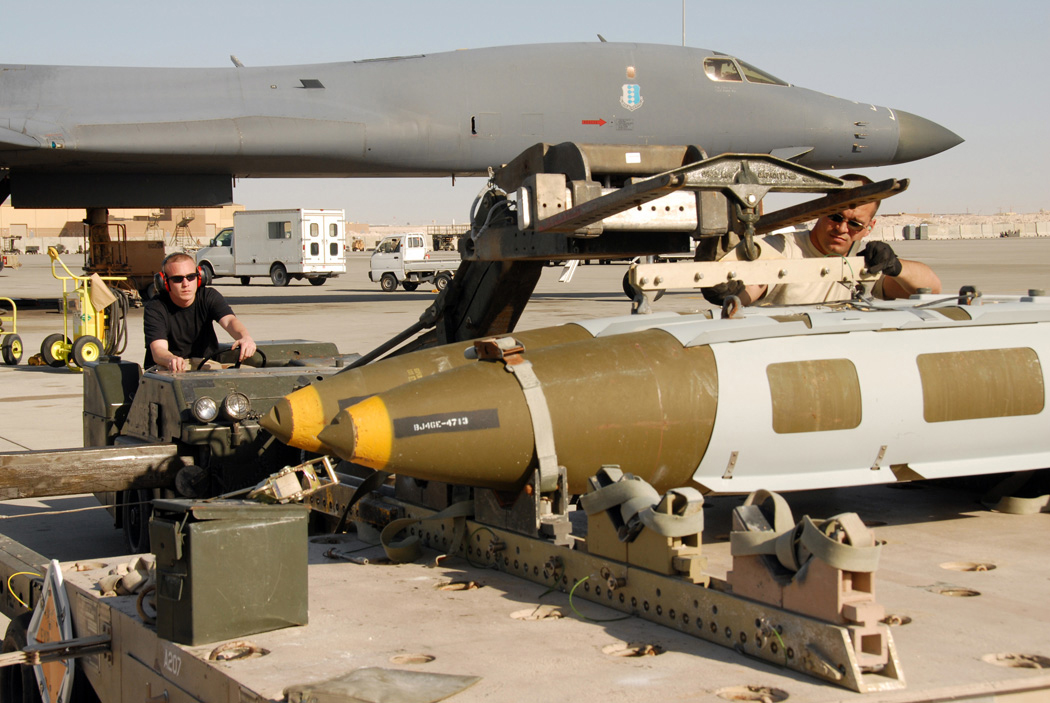
Закріплення авіаційних бомб GBU-31 JDAM в підйомнику для подальшого завантаження в B-1B.

В останні роки ці літаки активно залучаються до операцій Іраку, Афганістані та Сирії. При цьому B-1B базуються на авіабазах в Катарі. Дев'ять B-1B 9-ї ескадрильї з лютого по серпень 2012 року виконали 770 бойових вильотів (9500 годин). 28 крило за час своєї ротації здійснили 490 бойових вильотів, скинули 3800 боєприпасів, вразивши 3700 цілей.
Починаючи з 2014 року, B-1 використовувався проти Ісламської Держави (ІД) у громадянській війні в Сирії. З серпня 2014 року до січня 2015 року B-1 виконав вісім відсотків бойових вильотів ПС США під час операції «Непохитна рішучість». 9-та бомбардувальна ескадрилья була розгорнута в Катарі у липні 2014 року для підтримки місій в Афганістані, але коли 8 серпня почалася повітряна кампанія проти ІД, літаки почали використовуватися в Іраку. Під час битви за Кобані в Сирії B-1 цієї ескадрильї скинули 660 бомб за 5 місяців на підтримку курдських сил, які захищали місто. Це становило третину всіх бомб, використаних під час операції «Непохитна рішучість» за цей період, і було вбито близько 1000 бійців ІДІЛ. B-1 ескадрильї 9-ї бомбардувальної групи 31 раз завершували місії з повним використанням всіх наявних бомб. За шість місяців вони скинули понад 2000 JDAM. Літаки B-1 з 28-го бомбардувального крила виконали 490 вильотів, під час яких скинули 3800 боєприпасів на 3700 цілей за шестимісячну місію. У лютому 2016 року B-1 були повернуті до США для модернізації кабін пілотів.
14 квітня 2018 року B-1 запустили 19 ракет JASSM в рамках бомбардувань Дамаска та Хомса в Сирії.
2 лютого 2024 року США направили два B-1B для ударів по 85 терористичних цілях у семи місцях в Іраку та Сирії в рамках багаторівневої відповіді на вбивство трьох американських військових під час атаки безпілотника в Йорданії.

## Тактико-технічні характеристики
Джерело даних: USAF Fact Sheet, Boeing North American B-1 Lancer, Military Technologies of the World, Мілітарний

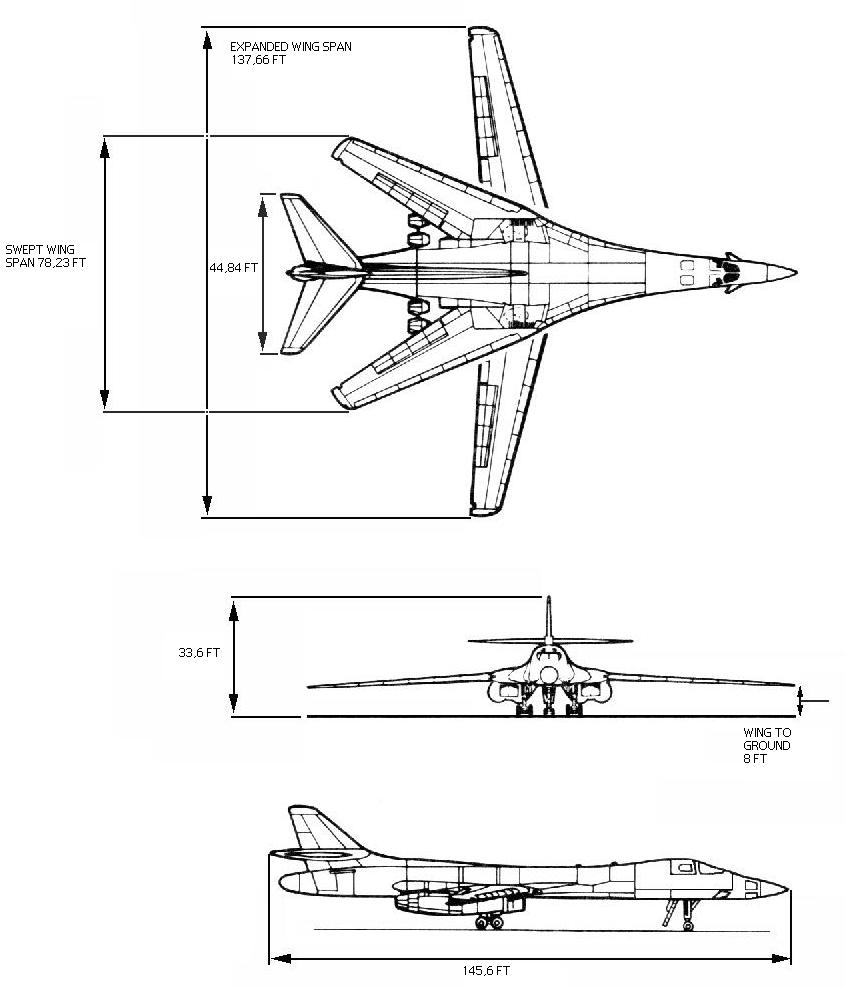
Схема B-1A в 3 проекціях

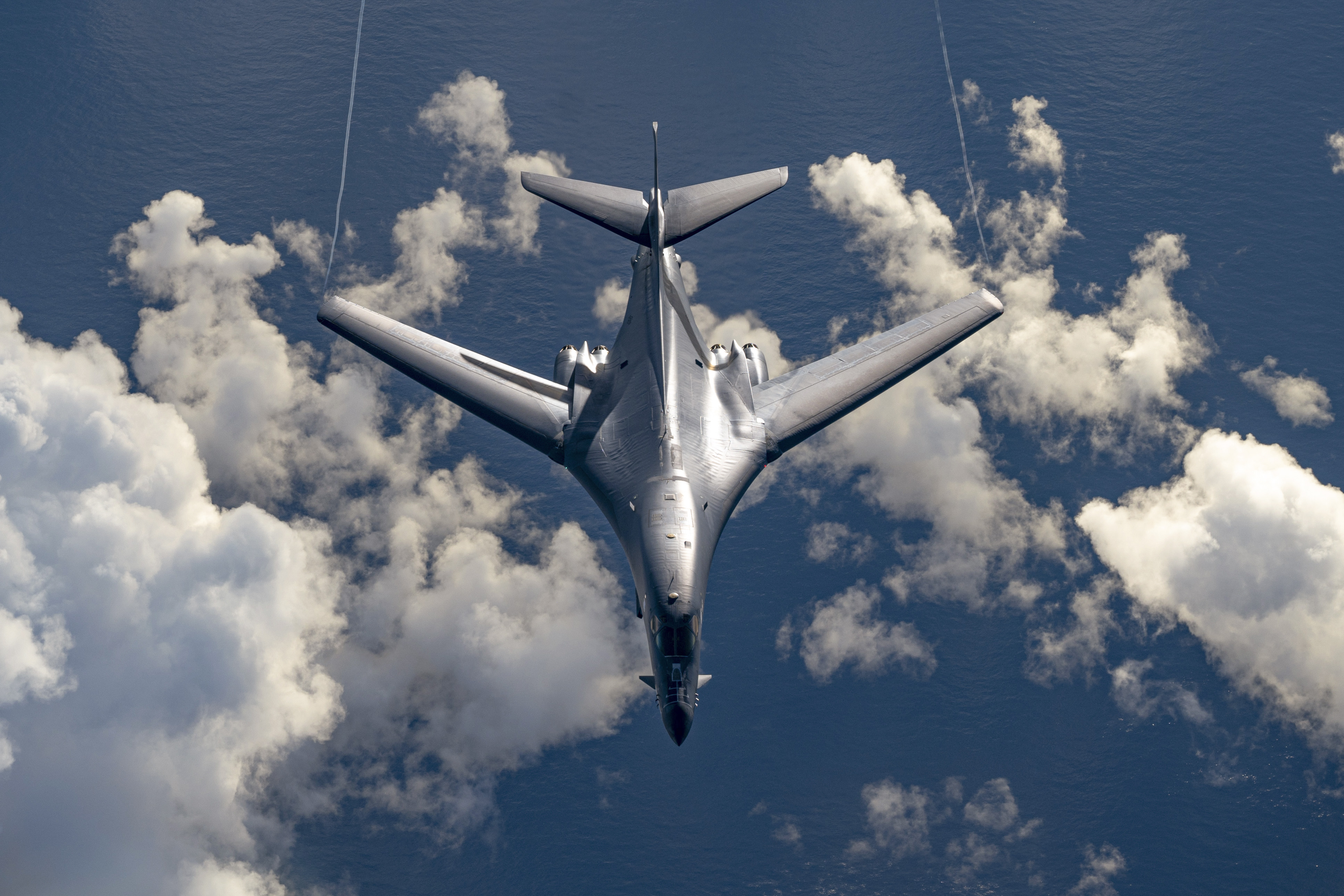
B-1B летить над Тихим океаном

| ТТХ B-1 різних модифікацій                                                   |                                                                      | |
|                                                                              | B-1A                                                                 | B-1B |
| Технічні характеристики                                                      |                                                                      | |
| Екіпаж                                                                       | 4 (командир, пілот, оператор озброєння та оператор оборонних систем) | 4 (командир, пілот, оператор озброєння та оператор оборонних систем)                                                                         |
| Довжина, м                                                                   | 46                                                                   | 44,81 |
| Розмах крила, м (при мінімальному/максимальному куті стрілоподібності)       | 41,67/23,84                                                          | 41,67/23,84 |
| Висота, м                                                                    | 10,24                                                                | 10,24 |
| Площа крила, м ²                                                             | 181,2                                                                | 181,2 |
| Коефіцієнт подовження крила                                                  | 9,6/3,14                                                             | 9,6/3,14 |
| Коефіцієнт звуження крила                                                    | 3,5/ —                                                               | 3,5/ — |
| Кут стрілоподібності по передній кромці                                      | 15°/25°/45°/55°/67,5°                                                | 15°/25°/45°/55°/67,5° |
| Профіль крила                                                                | NA69-190-2                                                           | NA69-190-2 |
| База шасі, м                                                                 | 17,53                                                                | 17,53 |
| Колія шасі, м                                                                | 4,42                                                                 | 4,42 |
| Маса порожнього, кг                                                          | 64 860                                                               | 86 180 |
| Максимальна злітна маса, кг                                                  | 176 800                                                              | 216 365 |
| Двигун                                                                       | 4 × ТРДДФ F101-GE-100                                                | 4 × ТРДДФ F101-GE-102 |
| Бесфорсажна тяга, кН                                                         | 4 × 75,6                                                             | 4 × 64,9 |
| форсажна тяга, кН                                                            | 4 × 132,8                                                            | 4 × 136,9 |
| Льотні характеристики                                                        |                                                                      | |
| Максимальна швидкість, км/год                                                | 2300 (2,22М)                                                         | 1328 (1,25М) (на 15 240 м) 1160 (0,92М) (на 61-152 м)                                                                                        |
| Практична дальність, км (без дозаправки)                                     | 9817                                                                 | 12000 |
| Практична стеля, м                                                           | 18 900                                                               | 18 290 |
| Навантаження на крило, кг/м² (розрах.) (При максимальної злітної маси)       | 975,7                                                                | 1194,1 |
| Тягооснащеність (разрахункова) (За максимальної злітної маси на/без форсажу) | 0,306/0,174                                                          | 0,258/0,122 |
| Озброєння                                                                    |                                                                      | |
| Бойове навантаження, кг                                                      | 34 020                                                               | 56 700 (34 000 + 22 700 на зовнішніх підвісках)                                                                                              |
| Ракети «повітря — поверхня»                                                  | 24+8 × AGM-69 (Внутр. + Зовн.)                                       | 16 × AGM-129 24 × AGM-86 24 × AGM-158 24 × AGM-158C LRASM                                                                                    |
| Авіабомби                                                                    |                                                                      | 24 × B61 або B83 84 × Mk 82 24 × Mk 84 30 × CBU-87/89/97 30 × CBU-103/104/105 24 × GBU-31 15 × GBU-38 84 × міни Mk 62 8 × морські міни Mk 65 |

## Rockwell B-1 Lancer в Україні
22 вересня 1994 року на полтавський аеродром приземлився B-1B у складі делегації із трьох літаків для відзначення 51-ї річниці визволення Полтави та 50-річчя човникових рейсів американських бомбардувальників, що увійшли в історію як Операція «Френтік».

## Оператори
- США, ПС США — 43 B-1B Lancer на озброєнні, станом на 2025 рік.[5]

## Аварії та катастрофи

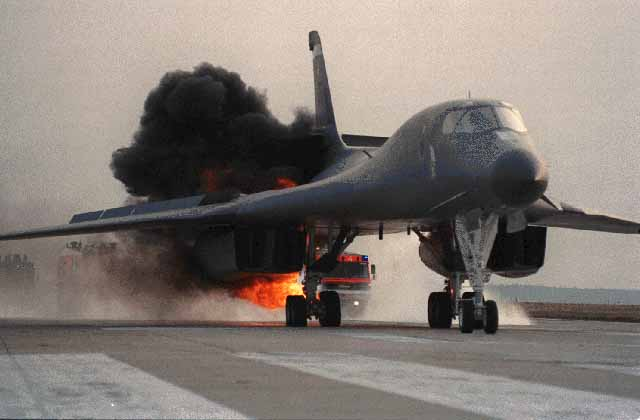
B-1B після жорсткої посадки на авіабазі Рейн-Майн, Німеччина, червень 1994 року.

Aviation Safety Network наводить 15 аварій з 1984 по 2024 рік, у яких було втрачено 11 літаків B-1 та загинуло 12 членів екіпажу. Пожежа під час технічного обслуговування у квітні 2022 року пошкодила ще один літак. Серед інцидентів:
- 29 серпня 1984 року літак B-1A (серійний номер 74-0159) зазнав катастрофи через втрату контролю під час випробувального польоту над пустелею Мохаве. Центр тяжіння був надто зміщений назад через помилку при переміщенні палива. Двоє членів екіпажу вижили, але пілот-випробувач компанії Rockwell загинув[86].
- 28 вересня 1987 року B-1B (84–0052) з 96-го бомбового крила, 338-ї ескадрильї підготовки бойових екіпажів, бази ПС Дайс, зазнав аварії поблизу Ла-Хунта, Колорадо, під час низьковисотного тренувального польоту. Це була єдина аварія B-1B, де на борту було шестеро членів екіпажу. Загинуло двоє членів екіпажу, які сиділи на допоміжних сидіннях, та один з чотирьох членів основного екіпажу, які використовували катапультні крісла. Передбачається, що удар — ймовірно зіткнення з птахом — пошкодив паливні та гідравлічні лінії на одному боці літака, що змусило інший бік працювати довше, дозволяючи екіпажу катапультуватися. Пізніше флот B-1B був модернізований для захисту цих ліній[87][88].
- У жовтні 1990 року, під час тренувального польоту на сході Колорадо, B-1B (86-0128) з 384-го бомбового крила, 28-ї бомбової ескадрильї, база ПС МакКоннелл, зазнав вибуху, коли двигуни досягли максимальної потужності без форсажу. Було помічено пожежу на лівому боці літака. Двигун № 1 було вимкнено, і активовано систему пожежогасіння. Розслідування показало, що двигун зазнав катастрофічної відмови, лопаті двигуна прорізали кріплення, і двигун відірвався від літака[87].
- У грудні 1990 року B-1B (83-0071) з 96-го бомбового крила, 337-ї бомбової ескадрильї, база ПС Дайс, Техас, відчув різкий удар, через що двигун № 3 вимкнувся та активував свою систему пожежогасіння. Ця подія разом з інцидентом у жовтні 1990 року призвели до понад 50-денної заборони польотів для літаків B-1B, які не перебували на ядерній тривозі. Проблема була пов'язана з лопатями першого ступеня вентилятора, і всі B-1B отримали модифіковані двигуни[87].
- 30 листопада 1992 року B-1B (86-0106) розбився під час нічного вильоту за 58 км на південний захід від Ван Хорн, Техас. Усі чотири члени екіпажу загинули[89].
- 19 вересня 1997 року B-1B (85-0078) розбився поблизу Альзада, Монтана, під час денного тренувального польоту. Літак врізався в землю через надмірну швидкість зниження під час виконання маневру захисту. Усі чотири члени екіпажу загинули[90].
- 12 грудня 2001 року, підтримуючи операцію «Нескорена свобода», B-1B (86-0114), що летів з британської авіабази на острові Дієго-Гарсія, впав в Індійський океан за 48 км на північ від острова. Усі четверо членів екіпажу безпечно катапультувалися і були врятовані в доброму стані після двох годин у теплому та спокійному морі. Пізніше пілот, капітан Вільям Стіл, сказав журналістам, що літак не був збитий ворожим вогнем, але зазнав «численних несправностей», що зробило його некерованим[91][92].
- У вересні 2005 року B-1B (85-0066) з бази ПС Еллсворт приземлився на базі Андерсен і загорівся під час виходу з злітно-посадкової смуги. Причиною стала відмова гальм на правому шасі через витік гідравлічної рідини в умовах перегріву гальм. Пожежа пошкодила праве крило, гондолу, конструкцію літака та праве основне шасі. Літак ремонтували на Андерсені протягом трьох років із використанням багатьох частин від списаних B-1B, що зберігалися на базі ПС Девіс-Монтен, Аризона. Літак повернувся до польотів у 2008 році[93].
- 19 серпня 2013 року B-1B (85-0091) зазнав аварії під час рутинного тренувального польоту поблизу Броадус, Монтана, за 273 км на південний схід від Біллінгса, Монтана, через витік палива та вибух, який пошкодив крило під час зміни кута його нахилу. Усі четверо членів екіпажу благополучно катапультувалися[94].
- 20 квітня 2022 року на B-1B (85-0089) з 7-го бомбового крила, дислокованого на базі ПС Дайс, Техас, під час технічного обслуговування на основній стоянці виникла пожежа. Вогонь пошкодив двигун № 1, ліву гондолу та крило літака. Впалі уламки поранили авіатора. Оціночна вартість пошкоджень склала 14,944 мільйона доларів[95].
- 4 січня 2024 року B-1B (85-0085), закріплений за базою ПС Еллсворт у Південній Дакоті, зазнав аварії під час спроби приземлення на базі під час тренувальної місії. На момент аварії видимість була поганою, а температура повітря низькою. Четверо членів екіпажу благополучно катапультувалися[96][97]. Повна вартість втрати літака оцінюється в 456,2 млн доларів (2024 рік)[98].

## B-1 в музеях

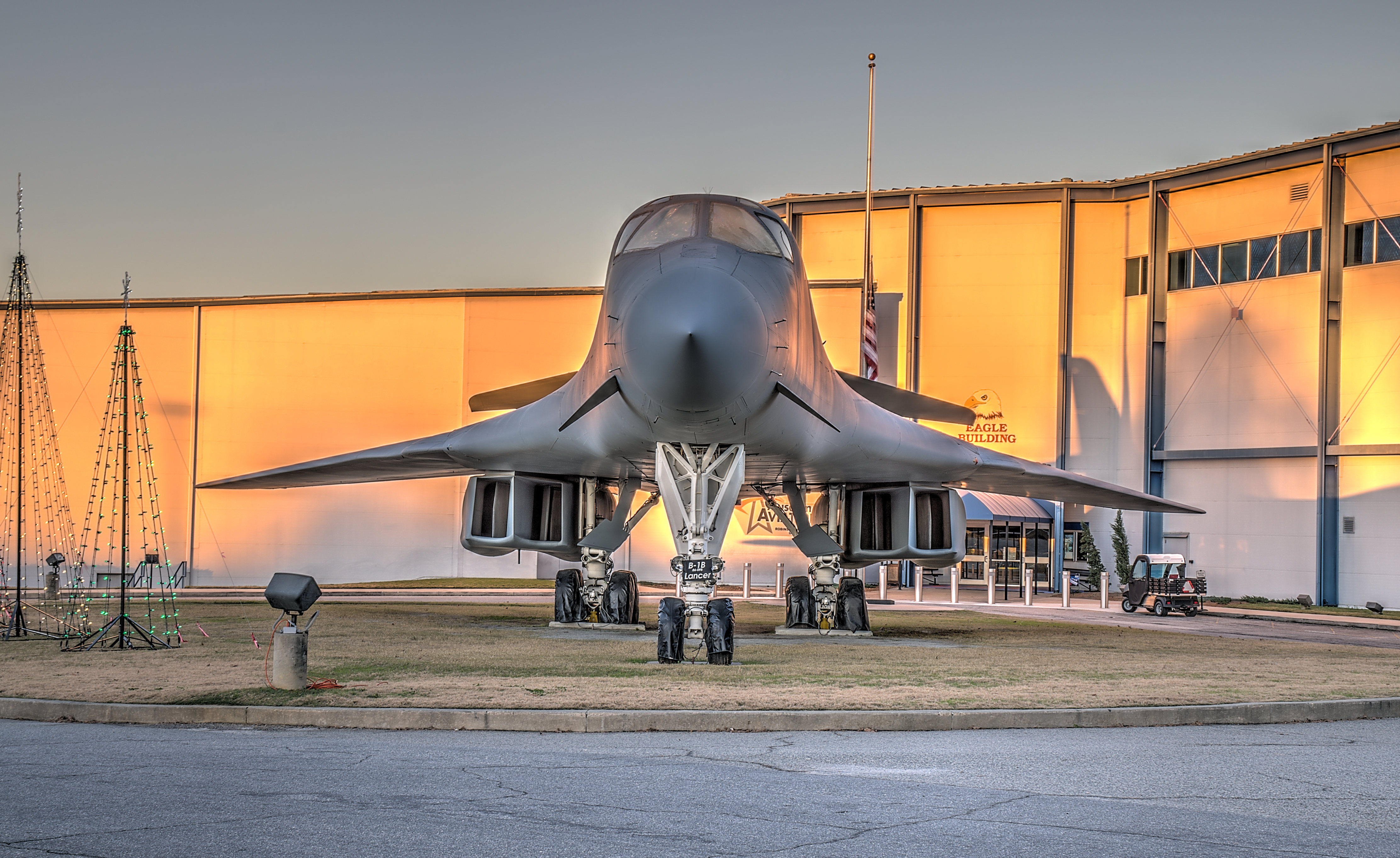
B-1B в Музеї авіації, авіабаза Робінс

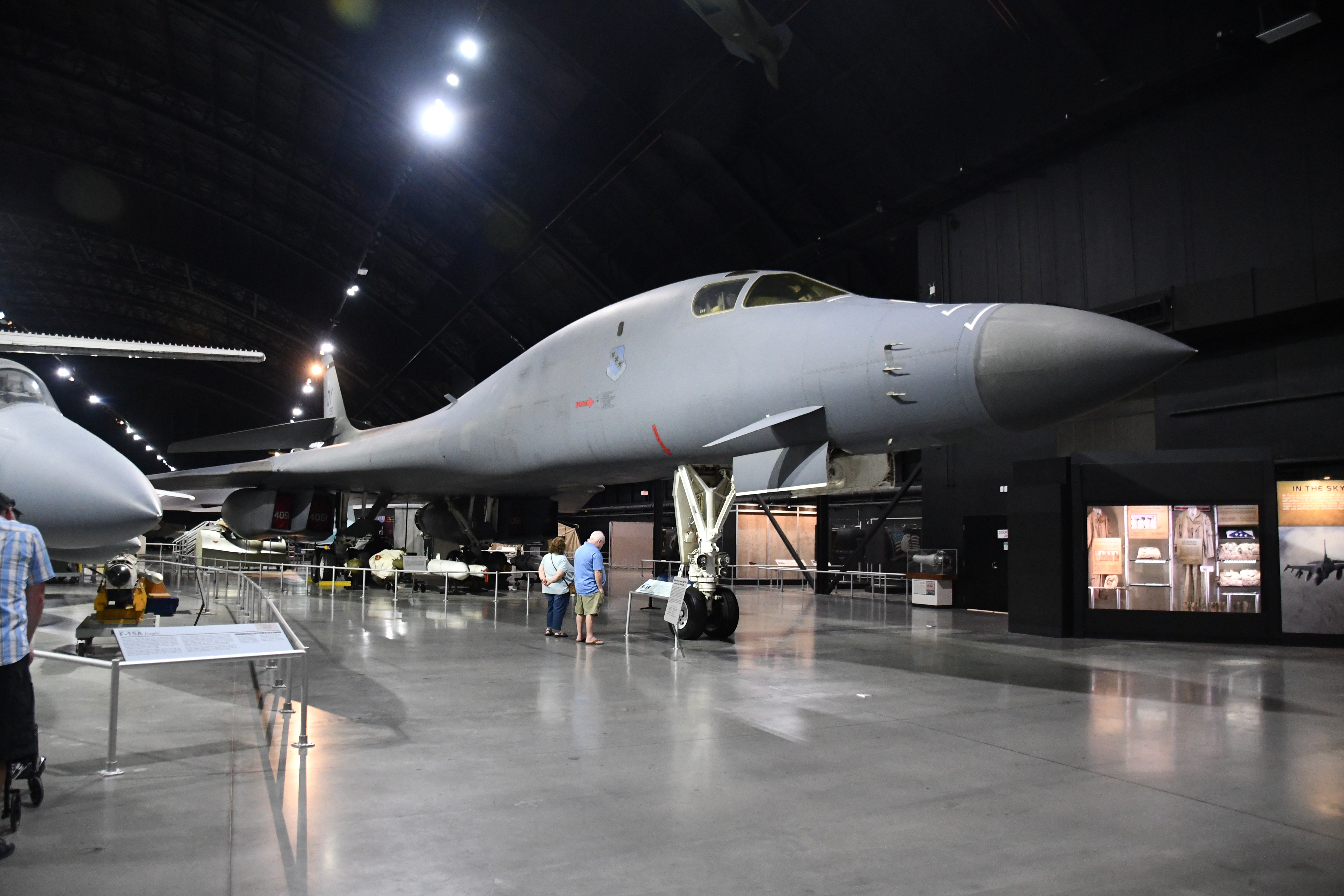
B-1B в Національному музеї ПС США, Дейтон, Огайо

B-1A
- 74-0160 — Музей Wings Over the Rockies на колишній авіабазі Лоурі у Денвері, Колорадо[99].
- 76-0174 — Музей стратегічного командування та аерокосмічний музей поблизу Ешленда, Небраска. Цей літак оснащений звичайними катапультними кріслами та іншими особливостями, що використовуються у варіанті B-1B[100].

B-1B
- 83-0065 Star of Abilene — Лінійний авіапарк Дайс на авіабазі Дайс у Техасі. Це був перший літак, поставлений ПС США. Авіабаза Дайс є домівкою для одного з двох діючих крил B-1B ПС США[101].
- 83-0066 Ole Puss — Парк спадщини на авіабазі Маунтін-Гоум, Айдахо, з колесами, прибраними в нішах[102].
- 83-0067 Texas Raider — Музей авіації та космосу Південної Дакоти на авіабазі Еллсворт, Південна Дакота. Авіабаза Еллсворт є домівкою для одного з двох діючих крил B-1B ПС США[103].
- 83-0068 Spuds — Авіапарк Reflections of Freedom на авіабазі МакКоннел у Вічиті, Канзас, колишній базі ПС і Національної гвардії B-1B[104].
- 83-0069 Silent Penetrator — Музей авіації на авіабазі Робінс у Ворнер-Робінс, Джорджія, колишній базі Національної гвардії B-1B. Цей літак був шостим виробленим B-1 і був доставлений до 96-го бомбардувального крила на авіабазі Дайс, Техас, 13 березня 1986 року. Цей літак прибув на авіабазу Робінс у вересні 2002 року. Авіабаза Робінс раніше була домівкою одного з двох крил B-1B Національної гвардії[105]. Перейменований на «Midnight Train From Georgia» у квітні 2015 року.
- 83-0070 7 Wishes — Аерокосмічний музей Хілла на авіабазі Гілл в Огдені, Юта[106].
- 83-0071 Spit Fire — біля головного входу на авіабазі Тінкер, Оклахома. Цей літак був одним із двох, які зазнали відмови двигуна в польоті в 1990 році, що призвело до приземлення флоту[107].
- 84-0051 Boss Hawg — Національний музей ПС США на авіабазі Райт-Паттерсон біля Дейтона, Огайо. Він виставлений у залі Холодної війни і замінив B-1A (76-0174), який раніше був на виставці[108].

## В культурі
- B-1 Lancer був показаний як випробувальна платформа для лазерної зброї в завершальних сценах фільму 1985 року Справжній геній[109].
- B-1B скидає бомби під час кульмінаційної бойової сцени у фільмі 2009 року «Трансформери 2: Помста полеглих»[110].
- B-1 згадується в хіті кантрі-співака Тайлера Чілдерса «Rocks and Relics»[111].
- B-1B Lancer зустрічається в серії аркадних авіасимуляторів Ace Combat.